# Joy (2010)
Joy is een Nederlandse dramafilm onder regie van Mijke de Jong. Deze ging op 14 februari 2010 in wereldpremière op het Internationaal filmfestival van Berlijn. Joy werd genomineerd voor zeven Gouden Kalveren, waarvan het die voor beste speelfilm, beste scenario (Helena van der Meulen) en beste bijrolspeelster (Coosje Smid) daadwerkelijk won.
Joy dient als afsluiting van een drieluik van regisseuse De Jong over gesloten, zoekende meisjes. In die serie kwamen eerder Bluebird (2004) en Het Zusje van Katia (2006) uit. 

## Verhaal
Joy (Samira Maas) wordt als pasgeboren baby te vondeling gelegd en groeit vervolgens op in kindertehuizen. Wanneer ze achttien is en op zichzelf woont, gaat ze op zoek naar haar biologische moeder. Ze is opgegroeid tot een harde en felle jonge vrouw die weinig geduld heeft met anderen, helemaal niet als die haar voor de voeten lopen of hun regels Joy tegenstaan. Wanneer Joy vermoedt het adres van haar moeder in handen te hebben, gaat ze de vrouw die er woont volgen om te kijken wat voor iemand het is. Op een moment dat de vrouw niet thuis is, gaat Joy met de niet goed genoeg verborgen reservesleutel het huis binnen om rond te kijken.
Terwijl Joy worstelt met de twijfels die de zoektocht naar haar moeder met zich meebrengen, is haar beste vriendin Denise (Coosje Smid) bezig met de laatste weken van haar zwangerschap. Daarnaast heeft ze veel moeite om om te gaan met de hechte band die haar Servische vriend Moumou (Dragan Bakema) heeft met zijn familie, als hij dat ook uitstraalt waar zij bij is.

## Rolverdeling
- Samira Maas - Joy
- Coosje Smid - Denise
- Dragan Bakema - Moumou
- Elisabeth Hesemans - Sanne
- Lisette Livingston - Imme
- Dalorim Wartes - John-John
- Sharon Schouten - Zwangerschapsdocente

## Trivia
- Het (enige) liedje dat Joy keer op keer beluistert op haar koptelefoon, is Tu es foutu van In-Grid